# IParty con Victorious
iParty con Victorious (iParty with Victorious, in Italia anche noto come Mega Party con Victorious), reso graficamente come iPARTY CON VICTORiOUS, è un film per la televisione del 2011 diretto da Steve Hoefer. Il film è un crossover delle serie TV statunitensi per ragazzi iCarly e Victorious.

## Trama
Carly ha un nuovo ragazzo, Steven Carson, che le regala un braccialetto e gli promette un bacio per i 100 giorni di fidanzamento; a sua insaputa, Steven frequenta una ragazza di Los Angeles, Tori Vega, con cui ha lo stesso atteggiamento. Un giorno Robbie scatta una foto a Tori e Steven e la pubblica su TheSlap.com, il sito della scuola che frequentano, la Hollywood Arts. La foto viene scoperta da Sam, che la fa vedere a Carly e Freddie. Così i ragazzi, con Gibby, si fanno accompagnare da Spencer, il fratello di Carly, a Los Angeles; arrivati vengono truccati dalla ex di Spencer, per non farsi riconoscere.
Intanto André, amico di Tori, fa una festa a casa di Kenan Thompson, e il gruppo di Carly si imbuca: partecipano alla festa anche gli altri compagni di scuola di Tori e André (Robbie, Cat che deve usare uno strumento musicale per parlare perché ha perso la voce,ma alla fine si libera cantando, Trina, Jade e Beck) e il loro professore di recitazione, Sikowitz, che cerca di spaventare Beck per una recita. Carly trova Steven alla festa che fa le solite promesse (il braccialetto e il bacio dei 100 giorni) a Tori e decide così di avvisarla: così le protagoniste, smascherano l’infedele Steven mandando in onda un video sullo show di Carly. Alla fine, unendo le loro canzoni, cantano Leave It All To Shine.

## Distribuzione
Lo speciale è stato trasmesso in anteprima mondiale negli Stati Uniti l'11 giugno 2011 su Nickelodeon, ed è stato in seguito pubblicato in DVD il 30 agosto di quell'anno, insieme alla terza stagione di iCarly. Una versione estesa del film, che include molteplici scene mai viste prima, è stata mostrata negli Stati Uniti su Nickelodeon il 27 agosto del 2011.
In Italia è invece andato in onda il 29 ottobre del 2011 su Nickelodeon Italia.

## Accoglienza
iParty con Victorious è stato accolto in maniera generalmente positiva dalla critica. Verne Gay di Newsday ha recensito in modo positivo la puntata, proponendola come l'evento più grande dell'estate del 2011 e constatando che la scena rappresentante un uomo travestito da panda che insegue Kenan Thompson era esilarante. Carl Cortez di Assigment X ha elogiato la puntata ma gli ha riservato una recensione molto più critica. Infatti secondo egli "il meccanismo utilizzato per verificare se il ragazzo di Carly la stesse tradendo è un tantino forzato". Tuttavia, ha reagito in modo positivo a come il tempo trascorso con i personaggi dei due show sia distribuito ugualmente e, complessivamente, considera l'episodio "piacevole da guardare nonostante tutto", concedendogli una B-.
In patria il film ha goduto di un grande successo, attirando 7,3 milioni di spettatori durante la sua prima messa in onda.

## Colonna sonora
Il film contiene 4 canzoni, di cui una è esclusiva ad esso ed è un mashup delle sigle di iCarly e Victorious. Le altre tre erano state invece già usate nelle due serie madri. Ecco una lista delle canzoni contenute nello speciale:
- Leave It All To Me
- Make It Shine
- Number One (My World)
- Leave It All To Shine[10]